# Naturschutzgebiet Mastbruch

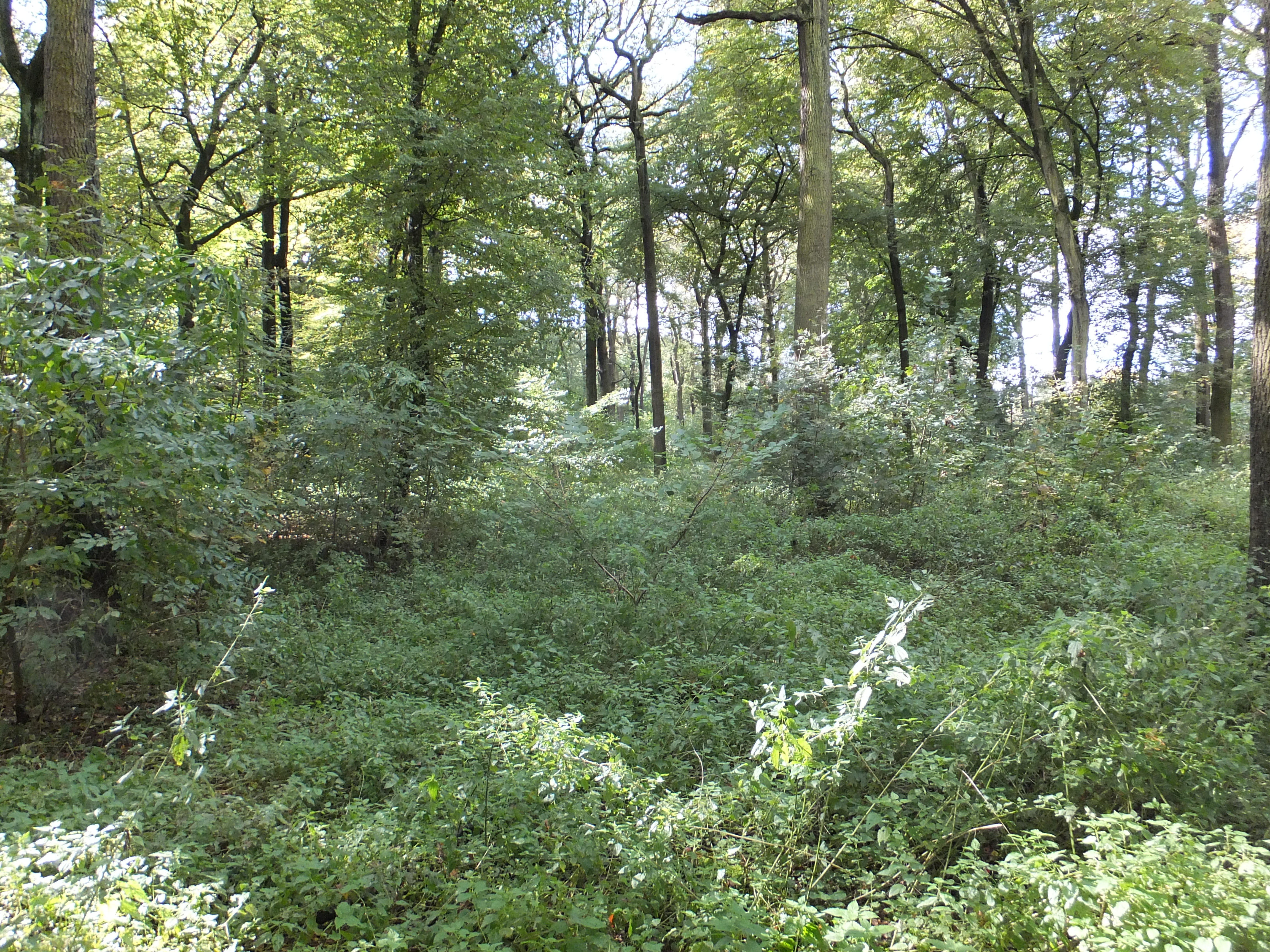
Dichte Vegetation

Das Naturschutzgebiet Mastbruch liegt im Dortmunder Stadtteil Mengede in Nordrhein-Westfalen, Deutschland. Das Naturschutzgebiet Mastbruch wurde am 19. Juni 1986 von der Bezirksregierung Arnsberg durch eine einstweilige Sicherstellung ausgewiesen. Das Naturschutzgebiet ist am 30. November 1990 in den Landschaftsplan Dortmund-Nord übernommen worden und blieb auch in der ersten Änderung zum Landschaftsplan Dortmund-Nord am 2. September 2005 unverändert bestehen. Es ist Teil des Rahmer Waldes. Das benachbarte Rittergut Schloss Westhusen nutzte diese Gegend bis ins 18. Jahrhundert für die Schweinemast. Die hier wachsenden Eichen und Rotbuchen mit ihren Eicheln und Bucheckern dienten zeitweise bis zu 100 Hausschweinen als Nahrungsquelle. Von dieser Schweinemast leitet sich die alte Ortsbezeichnung Mastbroich ab, möglicherweise auch die Ortsbezeichnung Im Marsch.

## Beschreibung
Das 38 Hektar große Naturschutzgebiet ist ein durch Bergsenkung entstandenes Sumpf- und Feuchtgebiet. Zum Naturschutzgebiet gehört eine 1,4 Hektar große offene Wasserfläche mit einem versumpften Waldgürtel. Das Naturschutzgebiet wird eingefasst bzw. durchzogen von der Buschstraße. Im Osten wird es von der Bahnstrecke Welver–Sterkrade begrenzt, hinter der das Schloss Westhusen liegt. Im Westen reicht das Gebiet fast bis an die Bundesautobahn 45. Im Norden wird es begrenzt durch die Siedlung Westerfilde, im Süden durch die Siedlung Jungferntal.
Das Naturschutzgebiet zeichnet sich als Wasservogelbiotop aus. Hier leben Zwergtaucher, Höckerschwan, Krickente, Stockente, Teichralle, Blässhühner, Sumpfrohrsänger, Rohrammer, Nachtigall und Feldschwirl. Ebenso Amphibien wie Kammmolch, Teichmolch und der seltene Grasfrosch. Rund um das Gewässer gibt es große Vorkommen von Rohrkolben und Sumpf-Schwertlilien.
Große Probleme gibt es jedoch durch die Nähe der Siedlungen. Dies führt zu Schäden durch Vandalismus und auch eine Überfütterung der Wasservögel durch die Erholungssuchenden. Der Rückbau einer Aussichtsplattform soll hier Abhilfe schaffen.